# Urs Plangg
Urs Carl Plangg (* 21. März 1933 in Winterthur; † 13. November 2019 in Bern) war ein Schweizer Maler, Zeichner, Objektkünstler und Dichter.

## Leben
Plangg stammte aus der bürgerlichen Winterthurer Familie Plangg-Jäggli. Sein Vater, Dr. jur. Karl Plangg (* 1895 in Winterthur; † 1966 in Winterthur), war Oberrichter am Obergericht Zürich und Sohn von Josef Plangg (* 1866 in Bürs; † 1943 in Bludenz), der den Gasthof zum «Wildenmann» in Winterthur von 1895 bis zu seinem Tod führte. Die Mutter, Alice Elisabeth geborene Jäggli (* 1901 in Winterthur; † 199[2] in Winterthur), war Anglistin und Tochter des Fotografen Karl Johann Jäggli (* 1866 in Winterthur; † 19[??]). Die Familie Plangg-Jäggli hatte drei Kinder, die Zwillinge Urs und Jürg sowie die Tochter Ellen Alice.
In den Jahren 1940 bis 1960 besuchte Plangg das Gymnasium in Winterthur sowie die Universität Zürich, schloss sein Studium mit einer Dissertation zum Aktienrecht ab, und ab 1960/1961 war er kurzzeitig als Jurist tätig (Gerichtsschreiber, Bezirksratsschreiber) im Kanton Zürich. Im selben Jahr hielt er sich in Herrenschwand, Todtmoos und im Schwarzwald auf, wo er vier Monate das literarische Schreiben erprobte sowie Martin Heidegger in Freiburg im Breisgau besuchte. Heideggers Sein und Zeit las er bereits 1951 neben Autoren wie Rilke, Hölderlin, Trakl, die sein literarisches Schreiben beeinflussten.
Ab 1966 begann er als Autodidakt künstlerisch zu arbeiten, nachdem er den Entschluss gefasst hatte, «seinen Beruf für immer aufzugeben und ein neues Leben als Künstler zu beginnen», verbunden mit längeren Auslandaufenthalten, die er «Erkundungsfahrten» nannte. So kam er bis 1969 nach Griechenland, Italien, Ägypten, Israel, Mazedonien und in die Türkei.
In den 1970er Jahren schloss sich Plangg der losen Künstlergruppe «La Fourmière» an, um an etlichen Happenings als Aktionskünstler, u. a. im Theater Stock in Zürich, teilzunehmen. In den Jahren 1973 und 1974 erhielt er zwei Stipendien: das eidgenössische Stipendium 1973 und das kantonale Stipendium Zürich 1974. Ein wichtiger Schaffensimpuls war seine Indienreise 1972, im Zuge derer er mit der hinduistischen sowie buddhistischen spirituellen Praxis in Berührung kam und Persönlichkeiten wie Sadananda Sarasvati, Kalu Rinpoche und Krischnamurti traf.
Auf Grundlage dieser Erfahrungen entstanden seine gnostischen Werke sowie die tachistische Malerei der 1980er Jahre.

## Künstlerisches Werk
Sein Werk umfasst eine breite Fülle an Arbeitsweisen und Techniken wie Objekte, Acrylbilder, Zeichnungen, Aquarelle, Collagen, Rauminstallationen und Objekte. Bei dem von ihm als «Kunstübung», «Bilderweltforschung» oder «bilderweltliches Erkennen» bezeichneten Weg handelt es sich um ein lebenslang angewandtes Konzept von «Kunst als Prozess und Forschung».

## Ausstellungen
- 1973/1974 Ausstellung «Zürcher Künstler» mit Ankäufen der Stadt Zürich. Eidg. Stipendium (1973) und kantonale Stipendien Zürich (1973 und 1974)
- 1976: Schweizer Pavillon, Biennale di Venezia
- 1979 Ausstellung Kulturmühle Lützelflüh (Rodia)
- 1981 Strauhofausstellung in Zürich mit Christian Frei (Budapest)
- 1990 Urs Plangg: Objekte. Bilder und Texte nach Han Shan, Kunstmuseum Bern
- 1995/1996 Kunsthalle Bern «Berner Künstler»
- 2003 Urs Plangg, Kunstmuseum Winterthur
- 2004 Teilnahme an der internationalen 4. Kunstbiennale «August in Art» in Varna, Bulgarien
- 2006 Ausstellung «Winterarbeit Urs Plangg – Kunstübung : another way of doing art», Galerie Scolio Finikia (Konrad Bertsch)
- 2013 Beitrag zur Ausstellung «Serge Stauffer: Kunst als Forschung», Helmhaus Zürich